# Brooke Tessmacher
Brooke Nichole Adams (nascida em 4 de dezembro de 1984) é uma modelo americana, bailarina e ex-lutadora profissional, mais conhecida pelo nome de ringue Brooke Tessmacher.
Ela é mais conhecida pelo seu tempo na Total Nonstop Action Wrestling (TNA), onde foi campeã por três vezes do Campeonato das Knockouts da TNA e uma vez campeã do campeã de duplas das Knockouts da TNA com Tara, formando a dupla TnT. Anteriormente, trabalhou na World Wrestling Entertainment (WWE) entre 2006 e 2007, onde se apresentou com Kelly Kelly e Layla no grupo de dança Extreme Exposé, na marca da empresa, ECW.

## Carreira no Wrestling Profissional

### World Wrestling Entertainment

#### Deep South Wrestling (2006-2007)
Ela começou a se envolver no wrestling profissional quando tentou uma chance no WWE Diva Search de 2006, mas ela não conseguiu ficar entre as 8 classificadas.  Apesar de não conseguir, Adams foi escolhida para ser observada nos treinos noterritório de desenvolvimento da Ohio Valley Wrestling juntamente com Maryse Ouellet, depois que ela foi oferecido um contrato de desenvolvimento. Ela aceitou e foi atribuída a Deep South Wrestling (DSW) para treinar, começando como valet de Daniel Rodimer. Quando Rodimer foi chamado para o plantel principal, ela ficou sem um lutador e focou-se o tempo todo em si. Ela fez sua estréia no ringue, e perdeu para Angel Williams, em uma gravação do TV DSW em dezembro de 2006. Ela continuou trabalhando na DSW, e em fevereiro ela foi (kayfabe) promovida para o cargo de Assistente Pessoal de Gerente Geral Krissy Vaine, com seu trabalho principal de proteger Krissy de Angel Williams. Isto levou a uma outra luta entre Adams e Williams, como ordenado por Vaine. em 15 de março de 2007, nas gravações do TV DSW, Adams foi (kayfabe) demitida de seu cargo após Vaine e Williams formarem uma aliança.

#### ECW (2007)

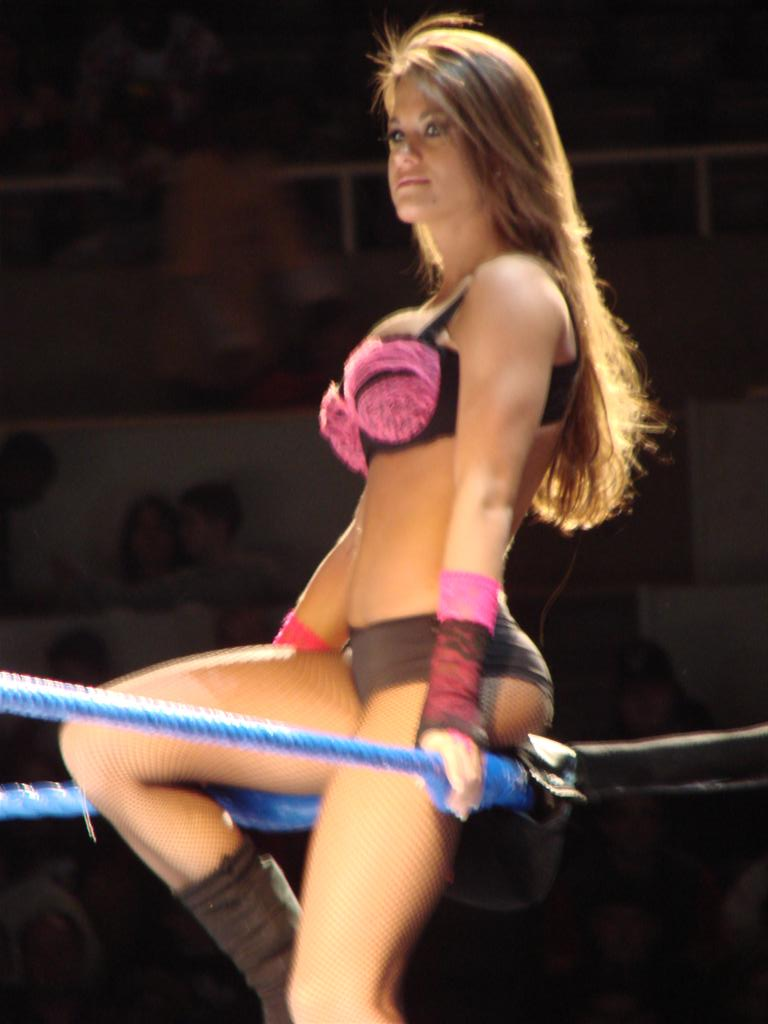
Adams em fevereiro de 2007

Em 23 de janeiro de 2007 Adams estreou na ECW , juntando-se a Kelly Kelly e Layla no Extrema Exposé. Isso seria um segmento de dança semanal no programa. Adams fez sua estreia na WWE em 28 de maio de 2007  em uma edição do Raw, onde, juntamente com várias outras divas da WWE de todos as três brands, competiu em uma Memorial Day Bikini Beach Blast Battle Royal, que foi vencido por Michelle McCool. Quando a Florida Championship Wrestling foi inaugurado no verão de 2007, Adams foi transferido para a unidade de desenvolvimento para treinamento, junto com a continuidade do seu papel no Extreme Exposé.
Extrema Exposé agiu como um segmento de dança semanalmente na ECW show par meses até que The Miz foi colocado na ECW através do anual Draft Lottery, altura em que todas as três moças começaram ativamente perseguindo-o. Mais tarde, Kelly mudou suas atenções para a Balls Mahoney, para a diversão de The Miz e suas irmãs Exposé, que tinha sido gastando seu tempo zombando de sua aparência que a levou a se transformar em um personagem heel com Layla. Brooke, juntamente com as outras divas da ECW, SmackDown, bem como as divas do Raw, iria competir em uma Number One Contender Battle Royal pelo WWE Women's Championship de Candice Michelle no SummerSlam, mas Brooke foi eliminada precocemente e com Kelly Kelly como a última diva da ECW e Beth Phoenix acabaria por vencer. A  última luta de Brooke foi uma Tri Brands Divas Halloween Battle Royal em 29 de outubro de 2007 em uma edição do Raw sendo eliminada por Kelly Kelly, que eliminaria Torrie Wilson para conseguir a vitória para ECW.
Apenas alguns dias depois em 1 de novembro de 2007, Adams foi liberada de seu contrato com a  WWE.

### Total Nonstop Action Wrestling

#### Comissionaria das knockouts (2010-2011)

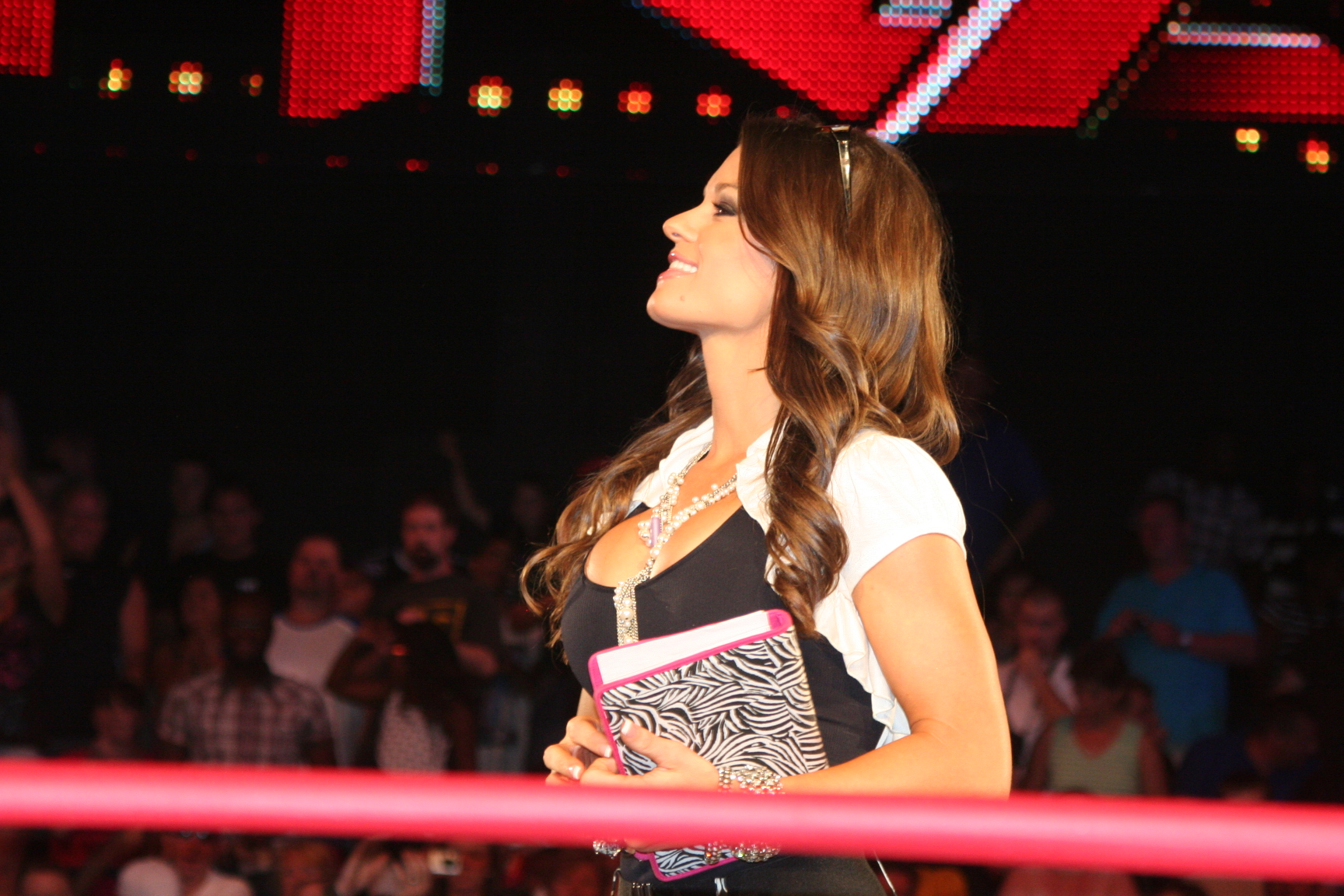
Adams na TNA em julho de 2010

Na edição de 29 de março de 2010, do TNA Impact! , Adams fez sua estreia na Total Nonstop Action Wrestling (TNA) em um segmento de bastidores como assistente de Eric Bischoff, sob o nome de Miss Tessmacher, em homenagem a Lex Luthor e sua namorada assistente nos dois primeiros filmes do Superman. Na edição de 30 de setembro do Impact! ela foi encarregada das Knockouts como a Lei das Knockouts. A posição rapidamente subiu a cabeça e ela começou a ser verbalmente abusiva para todas as lutadoras. Apenas duas semanas depois Bischoff demitiu Tessmacher de sua posição como seu assistente da Lei das Knockouts, depois de ter vazado informações importantes sobre seus planos para Kevin Nash e "O Papa" D'Angelo Dinero, afirmando que ela precisava para se tornar uma lutadora de si mesma se ela queria permanecer na TNA. Na semana seguinte, Tessmacher implorou a The Beautiful People para ensiná-la a lutar, mas em última análise, se recusou, devido ao tratamento que receberam dela quando ela estava no controle da divisão de Knockouts. No Impact! seguinte, foi revelado que Lacey Von Erich uma das The Beautiful People havia concordado em treinar Tessmacher para lutar. No entanto, Von Erich deixaria a promoção em 11 de novembro, encerrando o angle repentinamente.

#### Reinados como campeã (2011-2013)

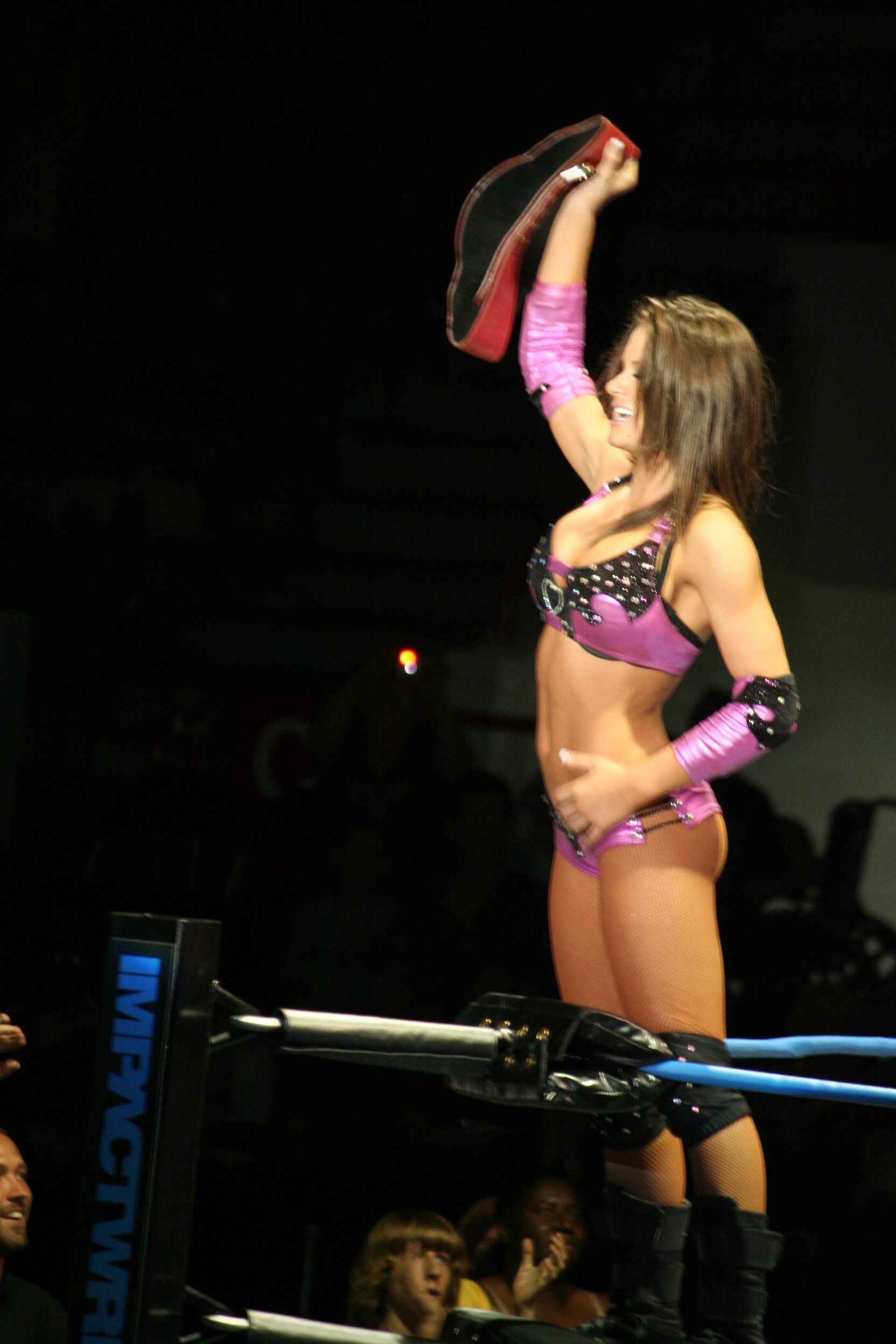
Tessmacher como campeã de duplas das knockouts.

Na edição de 16 de dezembro do Impact!, Brooke Adams fez seu retorno e sua estreia no ringue, sendo que Eric Bischoff escolheu como parceira Mickie James para uma luta preliminar ao vago TNA Knockout Tag Team Championship, sendo derrotadas por Madison Rayne e  Tara.  Em 25 de dezembro Adams sofreu uma lesão na mandíbula quebrada em um acidente fora do ringue e teve fios e placas de metal colocados em sua mandíbula como resultado. Tessmacher retornou a TNA na edição de 21 de abril de 2011 do Impact!, dizendo que durante o seu tempo longe da TNA ela estava treinando para se tornar a Campeã das Knockout's  e que a "Miss Tessmacher estava de volta". Na edição de 5 de maio  do Impact!, ela teve seu retorno e sem sucesso desafiou Mickie James para o Campeonato das Knockout's da TNA. Em 12 de maio, ela se uniu a Mickie James contra Tara e  Madison Rayne, em um esforço bem sucedido, conseguindo a vitória em cima de Rayne. Em 16 de junho na edição do Impact Wrestling, Tessmacher e Velvet Sky desafiaram as Mexican America (Rosita e Sarita) pelo TNA Knockout Tag Team Championship, mas foram derrotadas após interferência externa da rival de Sky, ODB. Nas gravações de 21 de julho do Impact Wrestling, Tessmacher e Tara derrotaram Rosita e Sarita para ganhar o TNA Knockouts Tag Team Championship, primeiro título de Adams como lutadora profissional. Na edição de 4 de agosto do Impact Wrestling Tessmacher teve sua primeira vitória como lutadora individual, derrotando Madison Rayne. Tessmacher e Tara fizeram sua primeira defesa do título em 7 de agosto no  Hardcore Justice, derrotando as Mexican America, em uma revanche. Na edição seguinte do Impact Wrestling, o nome de Adams no ringue foi mudado para Brooke Tessmacher. Na edição de 3 de novembro do  Impact Wrestling, Tessmacher e Tara perderam o Knockouts Tag Team Championship para Gail Kim e Madison Rayne. Em 17 de novembro no episódio do  Impact Wrestling, ambos membros da TnT competiram em uma Gauntlet match pelo direito de ganhar uma chance pelo TNA Women's Knockout Championship de Gail Kim, mas ambas foram eliminadas. Tessmacher foi eliminada por Velvet Sky e Tara foi eliminada por Mickie James, que viria a vencer a partida de desafio.
Após ter derrotado Gail Kim em três ocasiões, Tessmacher foi nomeado a desafiante ao TNA Knockouts Championship. Em 13 de maio, no Sacrifice, Tessmacher falhou em sua luta pelo título contra Kim, quando Kim prendeu com os pés sobre as cordas. Tessmacher recebeu outra chance pelo título no episódio seguinte do Impact Wrestling, mas foi novamente derrotado por Kim em uma 3-Way match, que também incluiu Velvet Sky. Em 7 de junho, no  episódio do Impact Wrestling, uma semana depois de estrear com o nome de Brooke Hogan , novamente voltou a Miss Tessmacher. Ela, então, derrotou Mickie James, Tara e Velvet Sky em uma 4-Way match para ganhar outra chance pelo Women's Knockout Championship de Gail Kim.  Três dias depois, no Slammiversary, Tessmacher derrotou Gail Kim para ganhar o Women's Knockout Championship pela primeira vez. No episódio de 21 de junho do Impact Wrestling, Tessmacher fez sua primeira defesa de título bem sucedida, derrotando Mickie James. No episódio de 12 de julho do Impact Wrestling , Tessmacher defendeu com sucesso seu título em uma revanche contra Gail Kim. Em 12 de agosto no Hardcore Justice, Tessmacher perdeu o título para Madison Rayne, que tinha como árbitro Earl Hebner do lado dela, terminando o seu reinado em 63 dias. Tessmacher recuperou o título de Rayne no episódio seguinte do Impact Wrestling em uma luta que tinha como arbitra, a estreante Taryn Terrell. No No Surrender, Tessmacher defendeu com sucesso seu título contra Tara. No episódio seguinte do Impact Wrestling, sua ex-parceira a atacou, acabando definitivamente com a dupla TnT. No Bound for Glory, Adams novamente defendeu seu título contra Tara, mais desta vez, sem sucesso. Tessmacher recebeu uma revanche pelo título no Impact Wrestling de 25 de outubro, mas foi novamente derrotada por Tara após uma interferência de seu namorado Jesse.
Em 13 de janeiro de 2013, no Genesis, Tessmacher competiu em uma luta gauntlet para determinar a desafiante ao Women's Knockout Championship, mas foi eliminada por Gail Kim. Na edição de 7 de fevereiro do Impact Wrestling, Tessmacher derrotou para em uma luta sem o título desta em jogo para ganhar outra chance pelo Women's Knockout Championship. Tessmacher recebeu a oportunidade pelo título em uma luta four-way de eliminaçã em 21 de fevereiro no Impact Wrestling, mas foi a segunda mulher a ser eliminada pela eventual vencedora, Velvet Sky, onde também participaram Gail Kim e Tara. No episódio de 18 de abril do Impact Wrestling, Tessmacher foi derrotada por Mickie James em uma luta para determinar a desafiante número um ao Women's Knockout Championship.

#### Aces & Eights (2013-2014)
Depois de uma ausência de cinco meses, Tessmacher retornou como uma vilã no episódio de 22 de agosto do Impact Wrestling, revelando-se como a namorada de Bully Ray, juntando-se ao grupo Aces & Eights. Tessmacher, agora anunciada como Brooke, voltou a lutar no episódio de 3 de outubro do Impact Wrestling, derrotando Velvet Sky em uma luta para determinar a desafiante ao Women's Knockout Championship. Em 20 de outubro, no Bound for Glory, Brooke foi derrotada em uma luta three-way, que também envolvia a então campeão ODB e Gail Kim, quando Kim derrotou Brooke com a ajuda de Lei'D Tapa.

### Circuito Independente (2012)
Em 25 de fevereiro de 2012, Tessmacher fez sua estréia para a  Family Wrestling Entertainment (FWE), perdendo para a companheira de TNA, Winter na primeira rodada para determinar a campeã inaugural do FWE Women's Championship. Mais tarde, naquela noite, Tessmacher e dua parceira de TnT, Tara ajudaram Maria a derrotar Winter na final do torneio.

## Retorno à modelagem
Desde sua libertação da WWE, Adams foi colocada no Hawaiian Tropic , Planet Beach, Darque Tan, e Bikini- concursos de busca de modelos nos Estados Unidos. No Grand Prix de Houston de 2006 , ela venceu a etapa local para o concurso de beleza Face de Champ Car  (com suas funções mais tarde, foi tomada pea vice-campeã Angela Rutledge). Adams foi coroada Miss Hawaiian Tropic Texas 2008 em 8 de novembro de 2008. No final de 2010 ela participou das finais do  Hooters Texas Swimsuit Pageant para determinar sete meninas Hooters que iriam para o Hooters International 2010. Em agosto de 2011, Adams anunciou que era a vencedora do prêmio "telespectadores Hooters" e ganhou US$ 10.000 como anunciado na competição Pageant Swimsuit Hooters.

## Outras mídias
Em abril de 2007, Adams, junto com Ashley, Kelly Kelly, Layla, Torrie Wilson e Maryse, apareceram na Timbaland, no vídeo da música "Throw It On Me", com The Hives , que estreou no Raw em 20 de maio.
Em agosto de 2007, Adams, juntamente com o Extrema Exposé, apareceu na FHM Online.com.
Em junho de 2011, Adams foi destaque em um vídeo para a música Dorrough intitulado "Bounce Dat".
Em 10 de novembro de 2012, Adams, juntamente com vários outros lutadores da TNA, foram destaque em um episódio do programa Made da MTV.

## No wrestling
- Movimentos de finalização
  - Diving elbow drop[43][64]
  - Spinning headlock elbow drop[65][66]

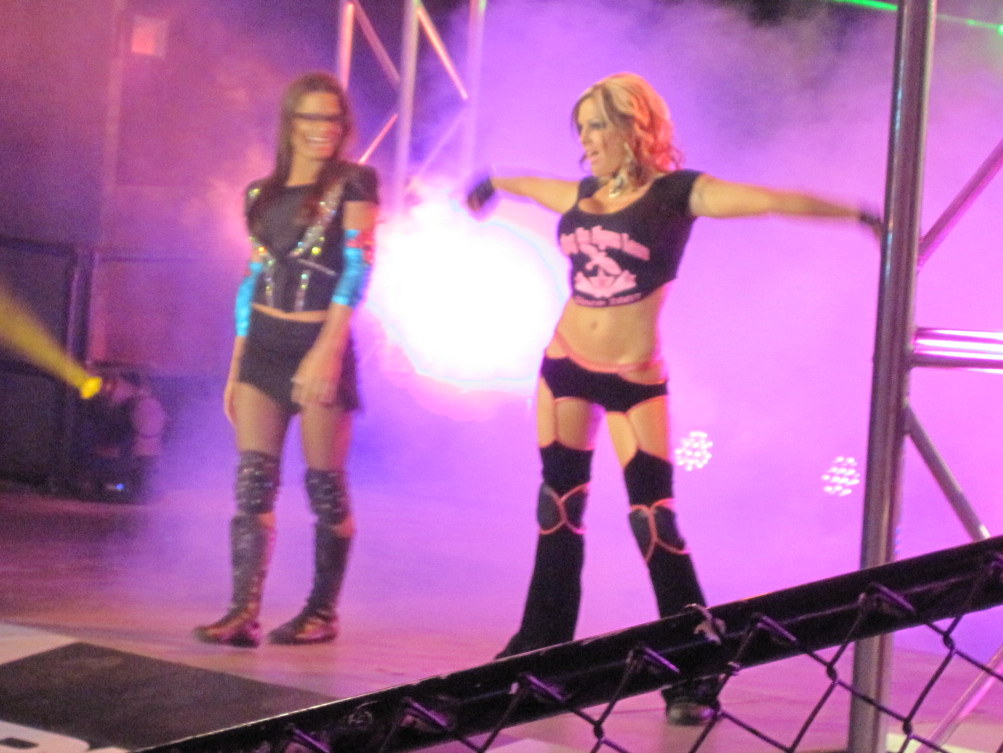
Adams e Velvet Sky.

  - Tess-Shocker (Belly to back facebuster)[67][68][69]
- Movimentos secundários
  - Asstastic[55][70][71][72]
  - Corner springboard bulldog[73]
  - Diving facebuster[55][64][71][74][75]
  - Dropkick, às vezes a um adversário acuado[71][74][75][76][77]
  - Flying forearm smash[55][64]
  - Hurricanrana[78]
  - Inverted stomp facebreaker[75][77]
  - Múltiplas variações de pinfall
    - Backslide[64]
    - Roll-up[51][55][64][74][79][80]
    - Small package[29][72][81]
    - Victory roll[51][64][82]

  - Reverse bulldog[51]
  - Snapmare seguido de um shoot kick para a parte de trás do adversário[71]
  - Spinning back elbow,[74][78] às vezes fora da corda superior[55][64][75]
  - Titl-a-whirl headscissors takedown[75][76][77][78]
- Lutadores que gerenciou
  - Dan Rodimer[2]
  - The Miz[2]
  - Tara[2]
  - Bully Ray[54][83]
- Apelidos
  - "The First Lady of Aces & Eights"

## Campeonatos e prêmios
- Pro Wrestling Illustrated
  - PWI classificou-a em #7 das 50 melhores wrestlers femininas no PWI Female 50 em 2012[84]
- Total Nonstop Action Wrestling
  - TNA Knockout Tag Team Championship (1 vez) - com Tara[29]
  - TNA Knockouts Championship (3 vezes)[41][45]